# Mladen Steko
Mladen Steko (* 6. November 1976 in Duvno, SFR Jugoslawien) ist ein deutsch-kroatischer, ehemaliger professioneller Kickbox-Weltmeister sowie Trainer und Promoter.

## Leben

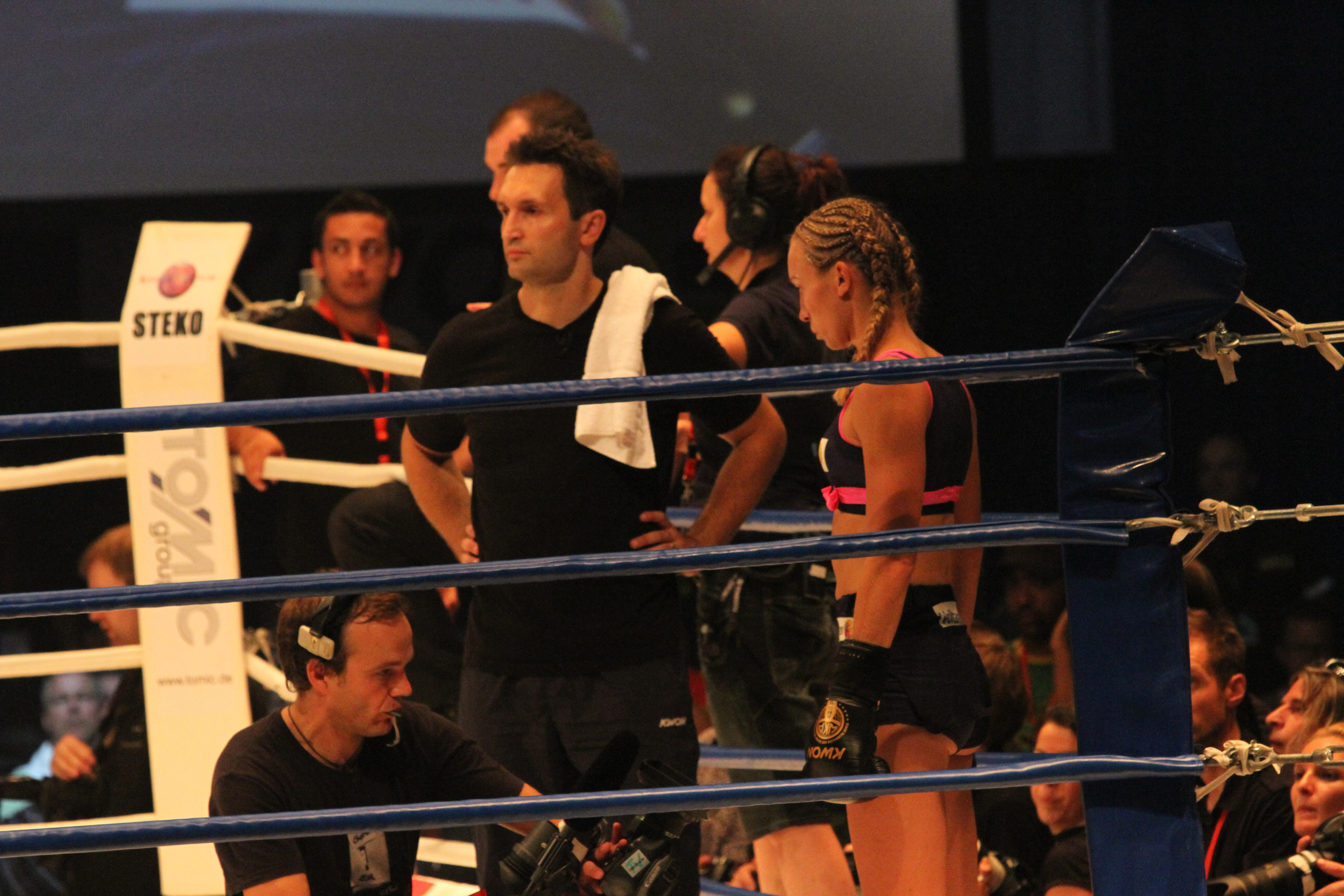
Mladen Steko WKA WM 2011 in Karlsruhe (Stekos Fight Night)

Mladen Steko kam im Jahr 1982 mit seiner Familie nach Deutschland. Noch im gleichen Jahr begann er gemeinsam mit seinem Bruder Pavlica Steko mit dem Kampfsporttraining. Zuerst trainierten sie Taekwon-Do, bis sie den schwarzen Gürtel erreichten. Zeitgleich trainierten sie aber auch Karate, Judo, Antiterrorkampf, Kickboxen, Boxen und Thaiboxen. Bei ihrem Training wurden sie stets vom Vater Ivan Steko gefördert. Ivan Steko eröffnete im Jahr 1988 in München das erste Kampfsportzentrum Steko. Schon im Jahr 1997 konnten sie in ein größeres Gym umziehen, wo auch die Brüder Pavlica und Mladen das Training übernahmen. Seit dem Jahr 1998 waren sie bei allen Deutschen und Internationalen Deutschen Meisterschaften der WKA mit ihren Schülern erfolgreich.
Im Jahr 2004 waren sie mit gleich drei Deutschen Meistern im Vollkontakt (WAKO) die erfolgreichste Kampfsportschule Deutschlands. In allen anderen Jahren waren sie die erfolgreichste Ringsportmannschaft der WKA, da sie in jedem Jahr mindestens einen Deutschen oder Internationalen Deutschen Meister stellten.
Mladen Steko war auch lange Zeit deutscher Nationaltrainer der WKA. Er organisiert die von seinem Vater 1989 gegründete Steko’s Fight Night, bei der er Weltmeisterschaftskämpfe im Profi-Kickboxen ausrichtet, so 2011 die WKA Weltmeisterschaft in Karlsruhe. Diese Veranstaltungen werden live von SAT 1, Sport 1 und anderen TV-Sendern übertragen.

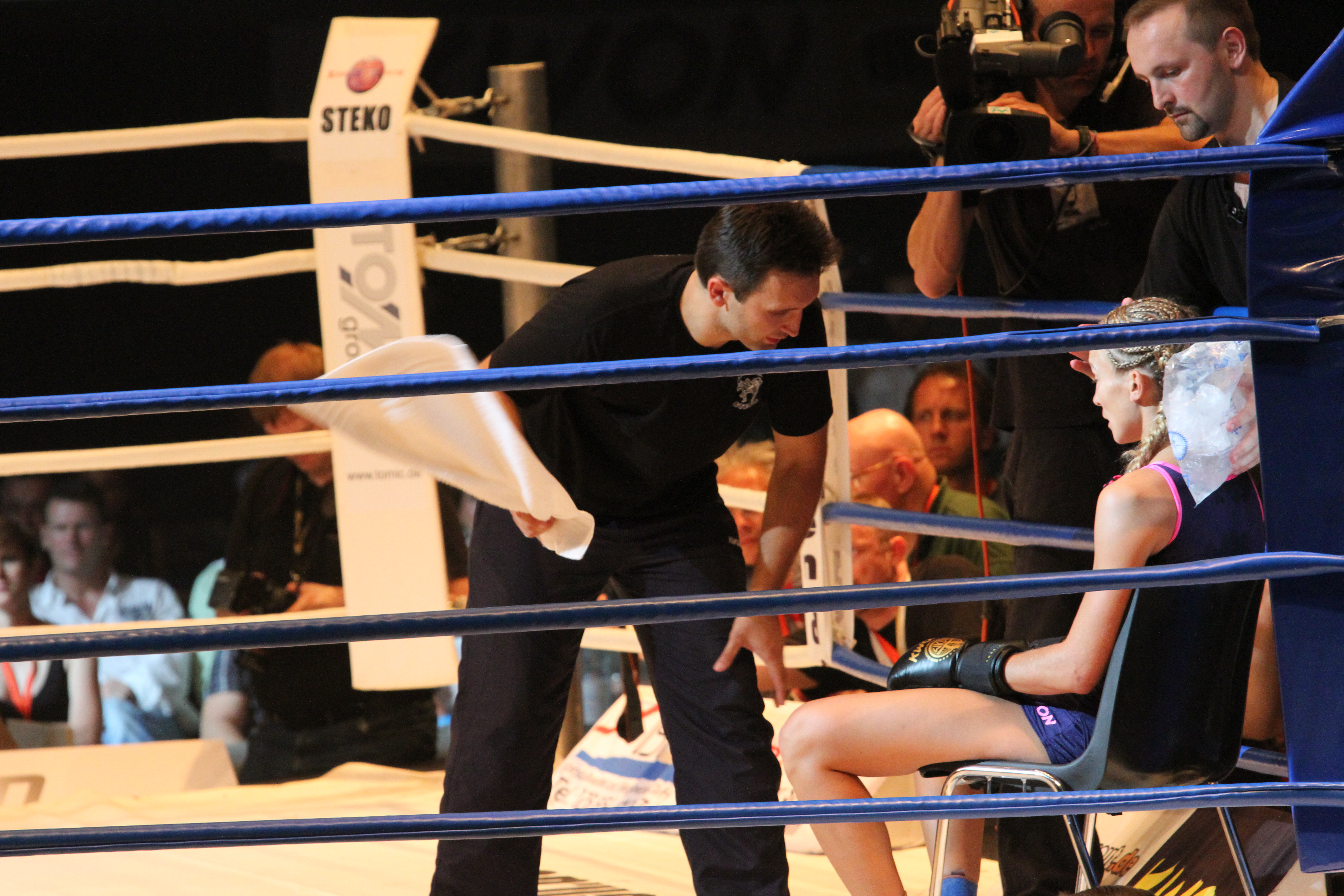
Mladen Steko ist der Trainer von Christine Theiss.

## Erfolge als Kämpfer

### Profi-Kickboxen
- WKA Weltmeister (83 kg): 1998, 1999, 2000, 2001, 2002, 2003
- ISKA Weltmeister (84,6 kg): 2003
- WAKO-PRO interkontinental Champion (75 kg): 1996, 1997

### Amateur-Kickboxen
- WKA Weltmeister: 1995
- Europameister: 1996
- Internationaler Deutscher Meister: 1993, 1994, 1995
- Deutscher Meister: 1993, 1994, 1995

### Boxen
- Kroatischer Juniorenmeister: 1993
- Kroatischer Seniorenmeister: 1998
- Junioren-WM-Teilnehmer: 1994
- Qualifikationsturnier für die Olympischen Spiele: 2000

## Erfolge als Trainer
Mladen Steko hat gemeinsam mit seinem Bruder Pavlica 20 Profi-Weltmeister hervorgebracht: Christine Theiss, Pietro Vecchio, Ramin Abtin, Besim Kabashi, Cindy Metz, Julia Irmen, Daniel Dörrer, Marie Lang,  Marco Ross, Dominik Haselbeck, Jens Lintow, Marko Rajkovoc, Florian Pavic, Emil Zoraj, Almedin Hasangic, Willy „The Lion“, Michael Smolik, Semen Poskotin, Pascal Schroth und Dardan Morina.
Insgesamt konnten sie gemeinsam 58 Deutsche Meistertitel, 42 Internationale Deutsche Meistertitel, 4 Europameistertitel, 5 Vize-Europameister, 6 WKA World Cup Sieger und 13 Amateur-Weltmeister hervorbringen.